# Weidegebied
Weidegebied of weidestreek is een benaming die in de Nederlandse landbouwstatistiek sinds 1912 voor verschillende landbouwgebieden en groepen van landbouwgebieden werd (en wordt) gebruikt. In de vernieuwde indeling, die in 1991 werd ingevoerd, worden ook een groot deel van de Nederlandse zandgronden en de IJsselstreek tot de veehouderijgebieden gerekend.
- Noordelijk Weidegebied
  - Centrale Weidestreek (Groningen, sinds 1991 Centraal Weidegebied)
  - Kleiweidestreek of Greidhoek (Friesland)
  - Veenweidestreek (Friesland)
  - Eilanden (Friesland)
  - Weidegebied van het Noorderveld (Drenthe, sinds 1991)
  - Zuidwestelijk Weidegebied in Drenthe (sinds 1991)
  - Weidegebied in Overijssel
- Westelijk Weidegebied (sinds 1991 Hollands-Utrechts Weidegebied)
  - Eemland (Utrecht)
  - Noordwestelijk Weidegebied (Utrecht, sinds 1991 Westelijk Weidegebied)
  - Veenweidegebied (Utrecht, 1957, sinds 1991 Boskoop en Rijneveld)
  - Lopikerwaard (Utrecht)
  - Land van Gouda en Woerden (Zuid-Holland, sinds 1991 Oostelijk Rijnland)
  - Krimpenerwaard (Zuid-Holland)
  - Alblasserwaard (Zuid-Holland)
  - Vijfheerenlanden (Zuid-Holland)
- Westelijk Weidegebied (in 1991 bij de hoofdgroep Westelijk Holland gevoegd). Hiertoe behoren de traditionele weidestreken
  - Eilanden (Noord-Holland)
  - Noordelijke Duinstreek, sinds 1957 Land van de Zijpe (Noord-Holland)
  - Noordelijk West-Friesland (Noord-Holland)
  - Middengewest (Noord-Holland)
    - Waterland
    - Noord-Hollandse Droogmakerijen

  - 't Gein (Noord-Holland)
  - Noordelijk Klei- en Veengebied (Zuid-Holland)
  - Rijnland (Zuid-Holland)
  - Delf- en Schieland (Zuid-Holland)
- Oostelijk veehouderijgebied (sinds 1991)
  - o.a. IJsselstreek (Overijssel, Gelderland)
- Zuidwest Brabant (sinds 1991)
- Zuidelijk veehouderijgebied (sinds 1991)
  - o.a. Maaskant (Noord-Brabant)